# Peter Guber

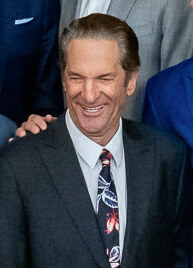
Peter Guber, 2023

Howard Peter Guber (* 2. März 1942 in Newton, Massachusetts) ist ein US-amerikanischer Filmproduzent.
Guber ist seit über dreißig Jahren eine einflussreiche Person in der Unterhaltungsindustrie und derzeit Chairman und CEO der Firma Mandalay Entertainment. Rain Man, Batman, Die Farbe Lila, 12 Uhr nachts – Midnight Express, Gorillas im Nebel, Die Hexen von Eastwick, Vermißt und Flashdance gehören zu den Filmen, die Guber persönlich produzierte oder als ausführender Produzent betreute, und die weltweit zusammen mehr als 3 Mrd. US-Dollar eingespielt und mehr als 50 Oscar-Nominierungen erhalten haben. Guber ist außerdem Mitbesitzer des NBA-Basketballteams Golden State Warriors.

## Karriere

### Columbia Pictures
Guber startete seine Karriere 1968 bei Columbia Pictures, während er an der Graduate School of Business der New York University an seinem MBA arbeitete. Innerhalb von drei Jahren arbeitete er sich zum Studio-Chef hoch. Während seiner Zeit an der Spitze hatte Columbia Kassenerfolge mit Filmen wie Shampoo, Taxi Driver, Tommy und Unheimliche Begegnung der Dritten Art.

### Casablanca FilmWorks
Guber gründete 1975 seine eigene Produktionsfirma, die er schlicht FilmWorks nannte; er verschmolz sie 1976 mit dem von seinem langjährigen Freund Neil Bogart gegründeten Label Casablanca Records zur Firma Casablanca Record & FilmWorks. Die Verbindung beider Firmen kam durch die Tatsache zustande, dass Guber der Firma die Gewinne aus einem Vertrag über fünf Filme, den er mit Columbia abgeschlossen hatte, zusicherte. Im Gegenzug erhielt er 20 % der Firmenanteile. Er wurde Chairman der Firma und Leiter der Sparte Casablanca FilmWorks. Etwa zeitgleich mit der Fusion der Firmen war PolyGram bei Casablanca eingestiegen und hatte von Neil Bogart 50 % der Firmenanteile übernommen.
Seine Karriere als unabhängiger Filmproduzent begann 1977 mit Die Tiefe, einem der größten Kassenerfolge aller Zeiten für Columbia. Sein nächster Film, Midnight Express (1978), erhielt 1979 sieben Oscar-Nominierungen, unter anderem in der Kategorie „Bester Film“, und wurde mit zwei Oscars ausgezeichnet, nämlich für das beste adaptierte Drehbuch (Oliver Stone) und für die beste Filmmusik (Giorgio Moroder). Außerdem gewann der Film einen Golden Globe für den besten Film, zusätzlich wurde Guber durch die National Association of Theater Owners als Produzent des Jahres ausgezeichnet.
In dieser Zeit produzierte Guber auch einige TV-Shows, unter anderem Mysteries of the Sea, ein zweistündiges Special für den Sender ABC.

### PolyGram Filmed Entertainment und die Guber-Peters Company (GBC)
Guber gründete 1979 die Firma PolyGram Filmed Entertainment, als PolyGram Casablanca Record & FilmWorks übernahm und die Abteilung FilmWorks auflöste. Er wurde Chairman of the Board und CEO und holte seinen neuen Partner Jon Peters mit in das Unternehmen. Peters und er waren ab Mai 1980 zunächst auch Teilhaber der Firma Boardwalk Entertainment Corporation, die Neil Bogart nach seinem Weggang von Casablanca gegründet hatte, stiegen aber bereits im Sommer 1980 wieder aus.
PolyGram Filmed Entertainment produzierte einige kommerziell erfolglose Filme wie Helden der Straße (Einspielergebnis in den USA: 2 Mio. Dollar), Endless Love (1981, Einspielergebnis 15 Mio. Dollar) oder Flucht auf dem Highway, sowie Vermißt (1982).
Über Flucht auf dem Highway (Originaltitel: Pursuit of D. B. Cooper), dessen Handlung sich um eine 1971 tatsächlich erfolgte Flugzeugentführung und die spektakuläre Flucht des Täters mit einem Fallschirm und 200.000 Dollar Beute drehte, schrieb die Zeitschrift Variety: Der Film ist zweifellos ein Versuch der Sicherheitsbehörden, den Skyjacker aus seinem Versteck zu treiben: Er wird, wenn er diesen Mist gesehen hat, ganz sicher wieder auftauchen, um jemanden zu verklagen.
Guber verkaufte seinen Anteil an PolyGram 1983 und gründete gemeinsam mit Jon Peters die Firma Guber-Peters-Company (GBC).

### Sony Pictures
1988 fusionierte GPC mit der Produktionsfirma Barris Industries, und am 6. September 1989 wurde Barris Industries in Guber-Peters Entertainment Company umbenannt. Am 29. September 1989 wurde GPEC von Sony Corporation gekauft, und Guber wurde Chairman of the Board und Chief Executive Officer von Columbia Pictures Entertainment (jetzt Sony Pictures Entertainment). Während Gubers Zeit bei SPE baute die Firma ihre Führung bei den halbstündigen Comedy-Serien aus. Zu den Shows gehörten Seinfeld, Eine schrecklich nette Familie, Designing Women (deutscher Titel: Mann muss nicht sein?) und Die Nanny, außerdem wurden Jeopardy! und Wheel of Fortune wieder reaktiviert.

## Filmografie
- 1978: 12 Uhr nachts – Midnight Express (Midnight Express)
- 1985: Crazy for You (Vision Quest)
- 1986: Bodycheck
- 1987: Die Hexen von Eastwick (The Witches of Eastwick)
- 1989: Batman
- 1989: Tango und Cash (Tango & Cash)
- 2005: The Jacket
- 2022: Verlorene Liebe (Brazen)
- 2023: Air: Der große Wurf (Air)
- 2023: Big George Foreman